# 野草莓
野草莓（學名：Fragaria vesca），又名森林草莓，是一種廣泛分佈於北半球的多年生草本植物。常在退化森林或曾受干擾的地區內茁壯生長。在夏威夷、留尼旺及紐西蘭等地被視為入侵物種，形成相當高密度的匍匐林區。

## 生態

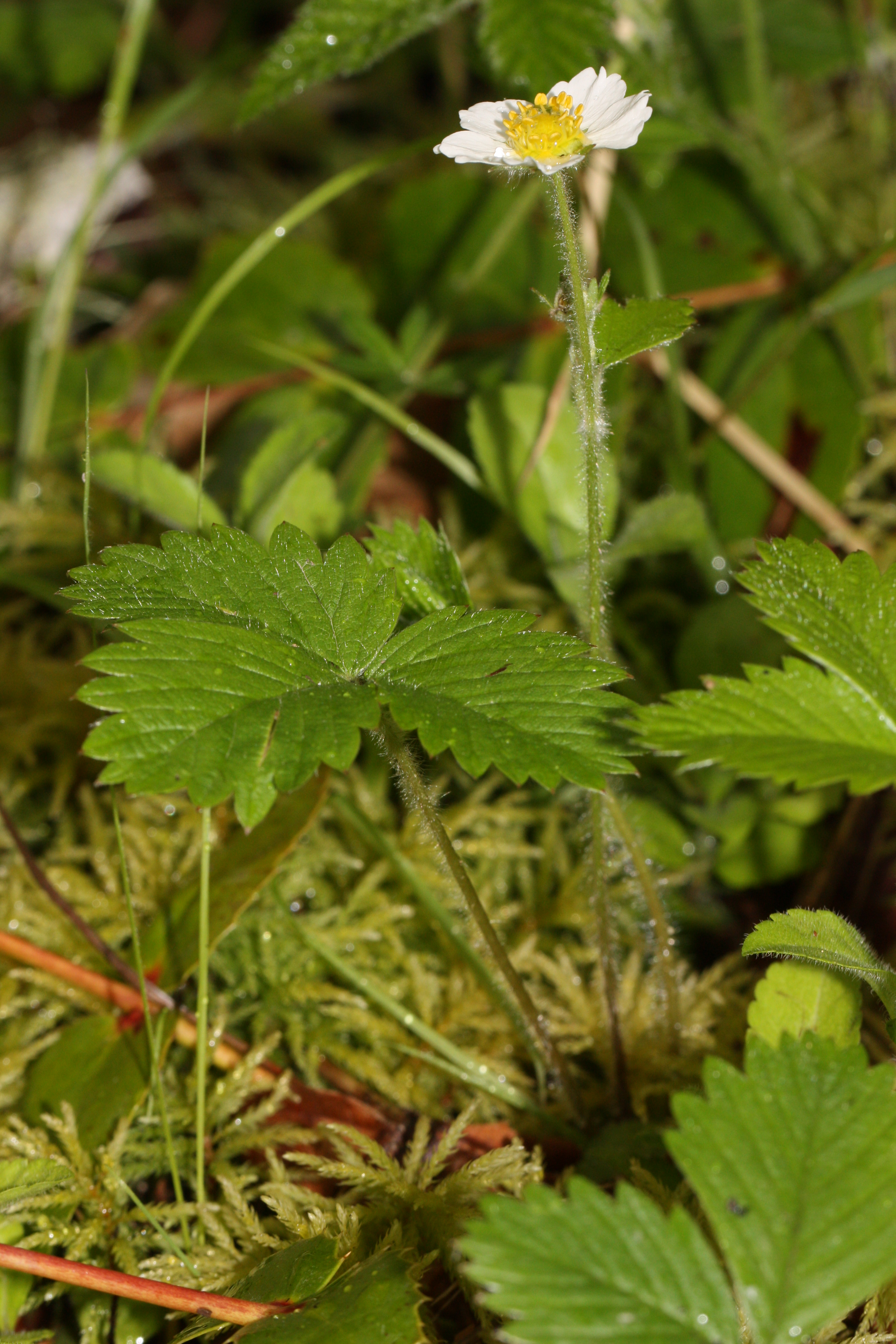
生長於美國奧林匹克國家公園步道上的野草莓

野草莓是一種頗粗生的植物，一般棲地為道路及小道兩旁、河堤、山坡、石或碎石鋪成的行徑兩旁、草地、年輕的林地、疏林地、林地的邊緣及叢林中的空地上。即使在光線不足以結果的地方也能生長。在其分佈較南的區域上則只能在較陰暗的地方生長，而在較北的地方對陽光的適應較好。能適應不同的濕度環境（除了極端乾燥或濕潤的地方），能抵受中等程度的山火，並於山火過後能快速生長。雖然野草莓多透過匍匐莖（變態莖的一種）繁殖，但在泥土種子庫（soil seed bank）中也找到為數不少的種子。當土壤受到干擾後便會發芽，並遠離原本群落生長。
其葉為不少陸上有蹄類動物的食物來源，包括騾鹿及加拿大馬鹿等，而其果則廣受其他哺乳動物及鳥類的歡迎。野草莓能透過此方法將種子散播開去。

## 種植及應用

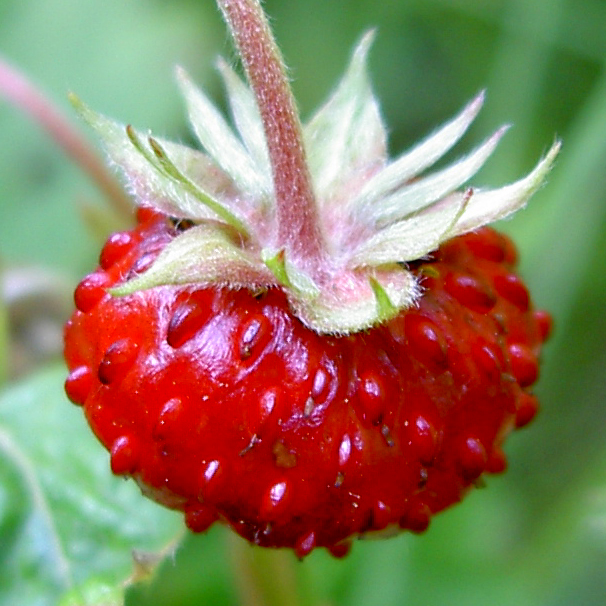
本種果子的近照

人類的食用紀錄可追溯至石器時代。於古波斯時期農夫已懂得種植野草莓並製成各式食品。其種子經絲綢之路帶到遠東及歐洲地區並被廣泛種植。直至目前慣常食用的草莓（學名：Fragaria × ananassa）的出現，因具備較大的果肉及更多的種植變化等優勢，才令野草莓的種植歷史告一段落。
野草莓有強烈的香氣，目前仍有家庭式的種植或收集以作小規模的商業用途，如作為另類食材、果醬、調味料、力娇酒、化妝品及另類藥物等。在土耳其，每年仍有數以百噸計的野草莓被收割使用。
大部份栽培種均有較長的花期。其中一些常稱作高山草莓的品種實際為本種的栽培變種（學名：Fragaria vesca ssp. vesca f. semperflorens）。多形成匍匐莖或呈多冠狀的簇，能結出較大及較長時間的果。在18世紀法國地區因其結出較大的果而成為食材之一，並稱作Fressant。個別栽培種甚至能長出如白色及黃色的果實，而非一般的紅色。
因其長出豐裕的花及果，本種多在數年生長期後便會失去活力。能長出匍匐莖的種可作為減少水土流失的地被植物（groundcover），而其他可作為裝飾用的邊護植物（border plant）。森林鳳梨草莓（Fragaria × vescana），由本種與食用草莓杂交得到的品種，能結出細小但卻有精緻香味的果子。而本種與綠色草莓（Fragaria viridis）的杂交種曾廣泛種植，但在1850年後則逐漸式微。
本種偶爾作為天然草藥服用。其根、莖及花均能作為沖泡花茶的材料。

## 外部連結
维基共享资源上的相關多媒體資源：野草莓
- F. vesca information from GRIN Taxonomy Database
- Plants for a future Fragaria vesca （页面存档备份，存于）
- Annotated List Alpine, Wild, and Musk Strawberry Varieties Currently in Cultivation （页面存档备份，存于）
- PLANTS Profile USDA （页面存档备份，存于） Distribution maps for the USA
- www.funet.fi （页面存档备份，存于） Lists some insects it is foodplant for